# Oligosoma stenotis
Espèce
Synonymes
- Leiolopisma stenotis Patterson & Daugherty, 1994

Oligosoma stenotis est une espèce de sauriens de la famille des Scincidae.

## Répartition
Cette espèce est endémique de l'île Stewart en Nouvelle-Zélande.

## Publication originale
- Patterson & Daugherty, 1994 : Leiolopisma stenotis, n. sp., (Reptilia: Lacertilia: Scincidae) from Stewart Island, New Zealand. Journal of the Royal Society of New Zealand, vol. 24, no 1, p. 125-132.